# Osmolindsaea
Osmolindsaea, rod papratnica iz porodice Lindsaeaceae, dio je reda osladolike. Raširena po tropskoj i istočnoj Aziji i Madagaskaru. Postoji sedam priznath vrsta i jedan hibrid

## Vrste
1. Osmolindsaea himalaica (K. U. Kramer) Lehtonen & Christenh.
2. Osmolindsaea japonica (Baker) Lehtonen & Christenh.
3. Osmolindsaea latisquama Lehtonen & Rouhan
4. Osmolindsaea leptolepida Rouhan & Lehtonen
5. Osmolindsaea minor (Hook.) Lehtonen & Christenh.
6. Osmolindsaea odorata (Roxb.) Lehtonen & Christenh.
7. Osmolindsaea plumula (Ridl.) Lehtonen & Tuomisto
8. Osmolindsaea × yakushimensis Ebihara & Nakato